# Jhon Alexander Ramirez
Jhon Alexander Ramírez (16 de agosto de 1995) es un futbolista colombiano que juega como volante ofensivo.

## Clubes
| Club                | País     | Año  |
| ------------------- | -------- | ---- |
| Deportivo Cali      | Colombia | 2013 |
| Depor Fútbol Club   | Colombia | 2014 |
| Deportivo Cali      | Colombia | 2015 |
| Jaguares de Córdoba | Colombia | 2015 |
| Cúcuta Deportivo    | Colombia | 2016 |
| Atlético            | Colombia | 2019 |

## Palmarés

### Torneo Nacionales
| Título          | Equipo         | País     | Año  |
| --------------- | -------------- | -------- | ---- |
| Torneo Apertura | Deportivo Cali | Colombia | 2015 |